# Ganzedijk

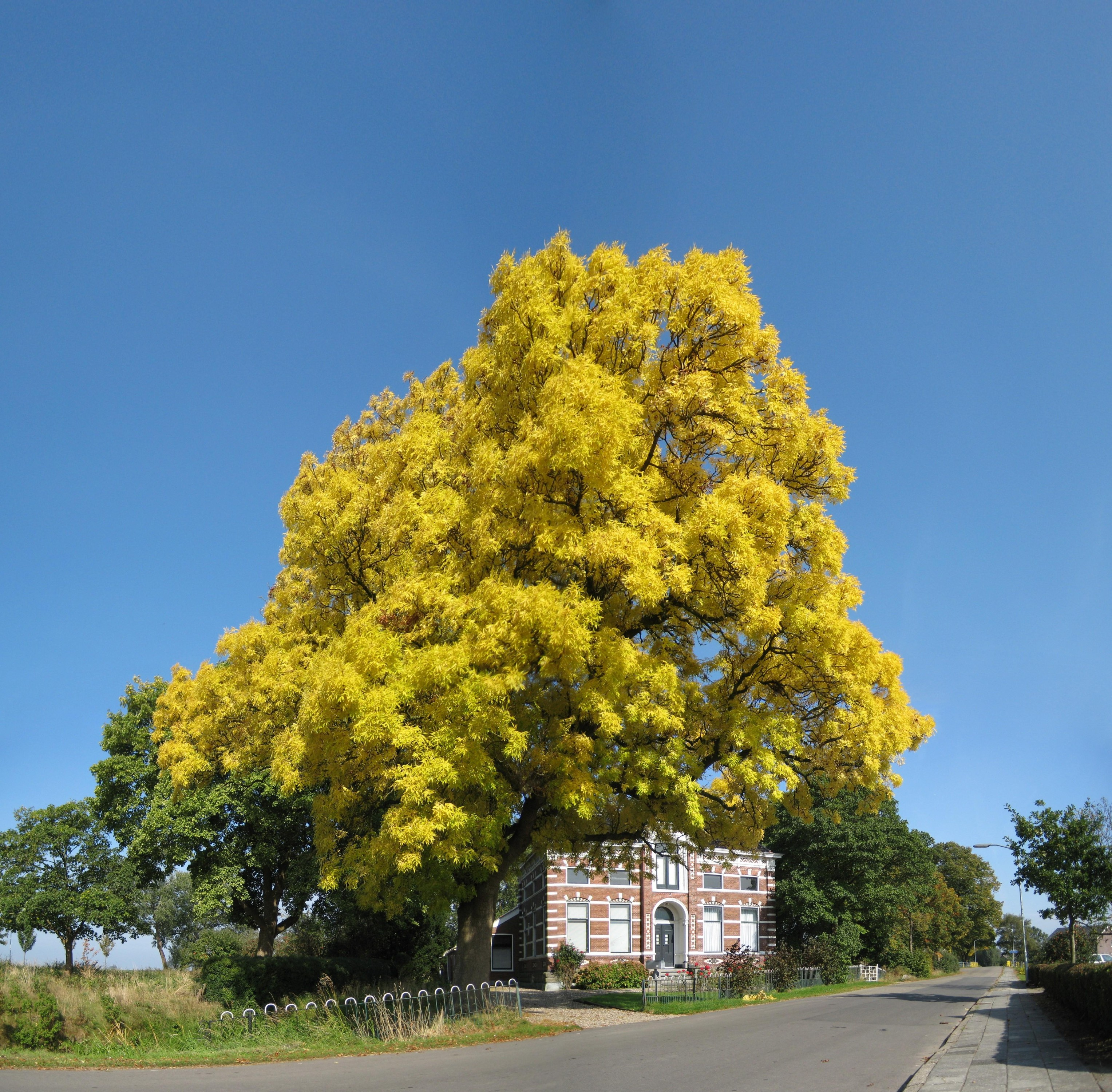
Ganzedijk (2008)

Ganzedijk est un village qui fait partie de la commune d'Oldambt dans la province néerlandaise de Groningue.
En 2008, la commune et la province présentèrent un projet de destruction du village de Ganzedijk. La population s'est soulevée contre cette décision et ont proposé un projet de maintien du village.